# 東京都道432号淀橋渋谷本町線

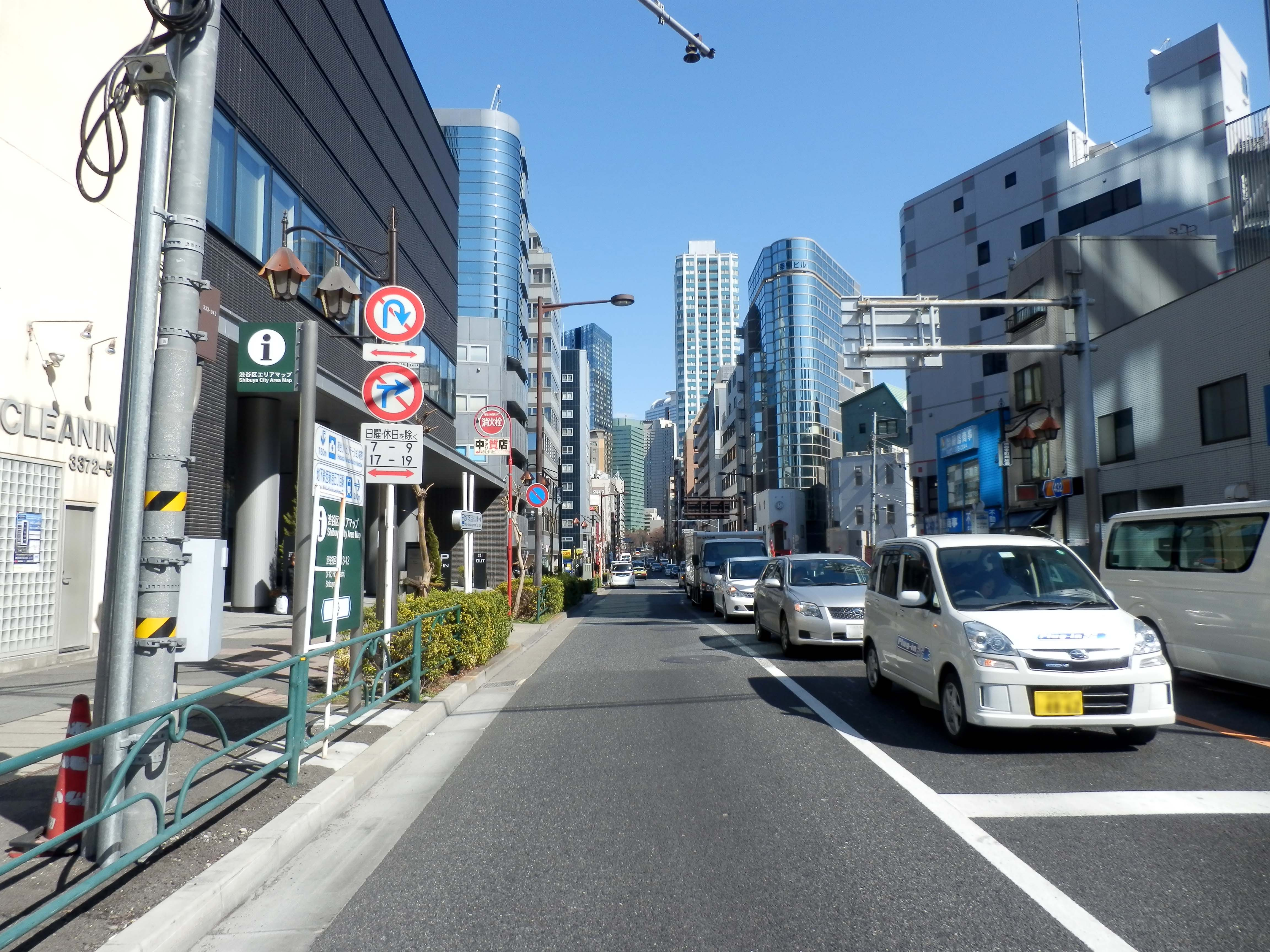
清水橋交差点から、東の新宿方面を見たところ

東京都道432号淀橋渋谷本町線（とうきょうとどう432ごう よどばししぶやほんまちせん）は、東京都新宿区と渋谷区にまたがる特例都道である。全長は478m。通称は方南通り。

## 起点・終点
- 起点：熊野神社前交点（東京都新宿区西新宿）
- 終点：清水橋交点（東京都渋谷区本町）

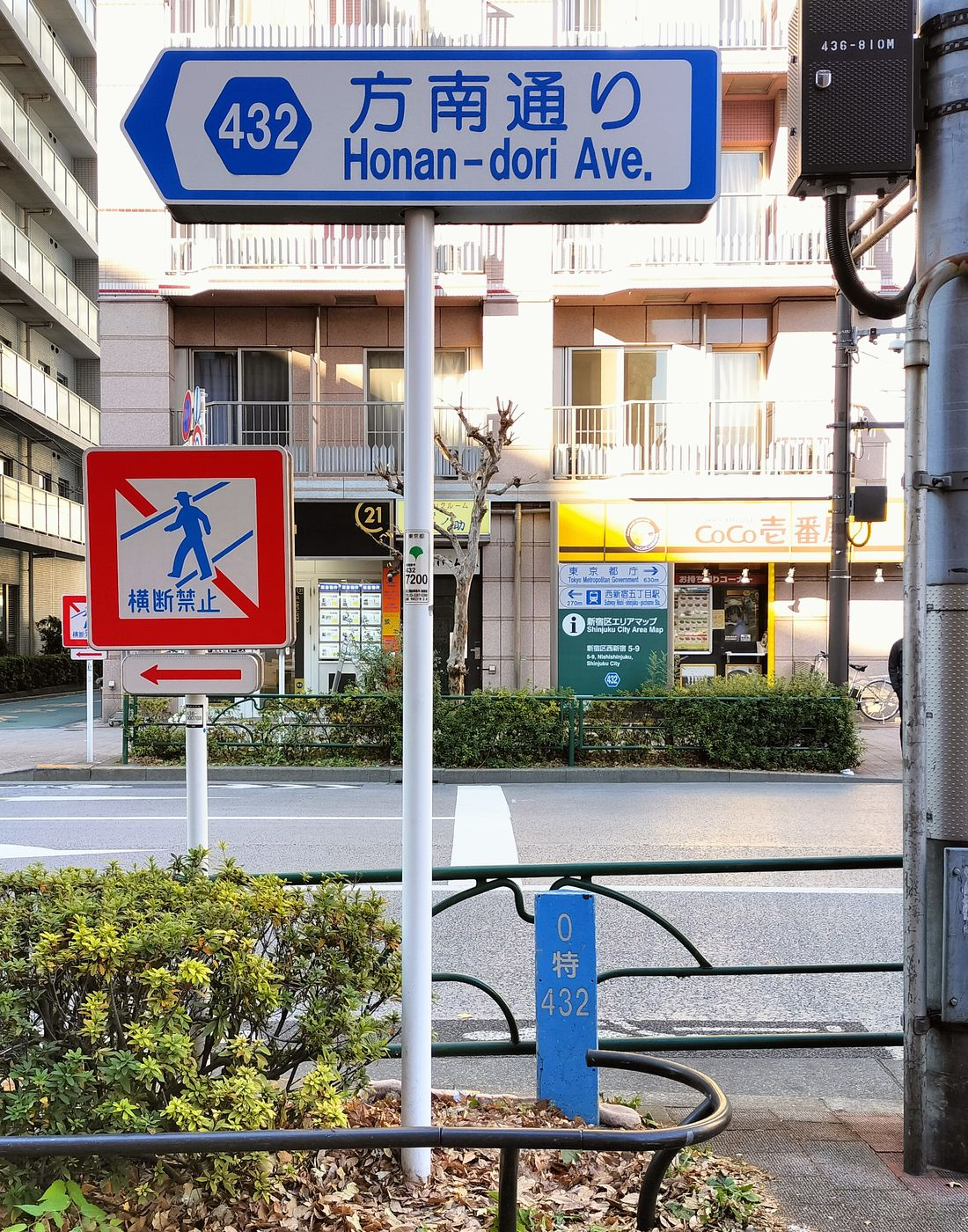
起点の距離標

## 通過する自治体
- 東京都
  - 新宿区
  - 渋谷区

## 連絡道路
- 熊野神社前
  - 東京都道新宿副都心十三号線（十二社通り）
  - 東京都道新宿副都心五号線（北通り）

- 清水橋
  - 東京都道317号環状六号線（山手通り）
  - 東京都道14号新宿国立線（方南通り）

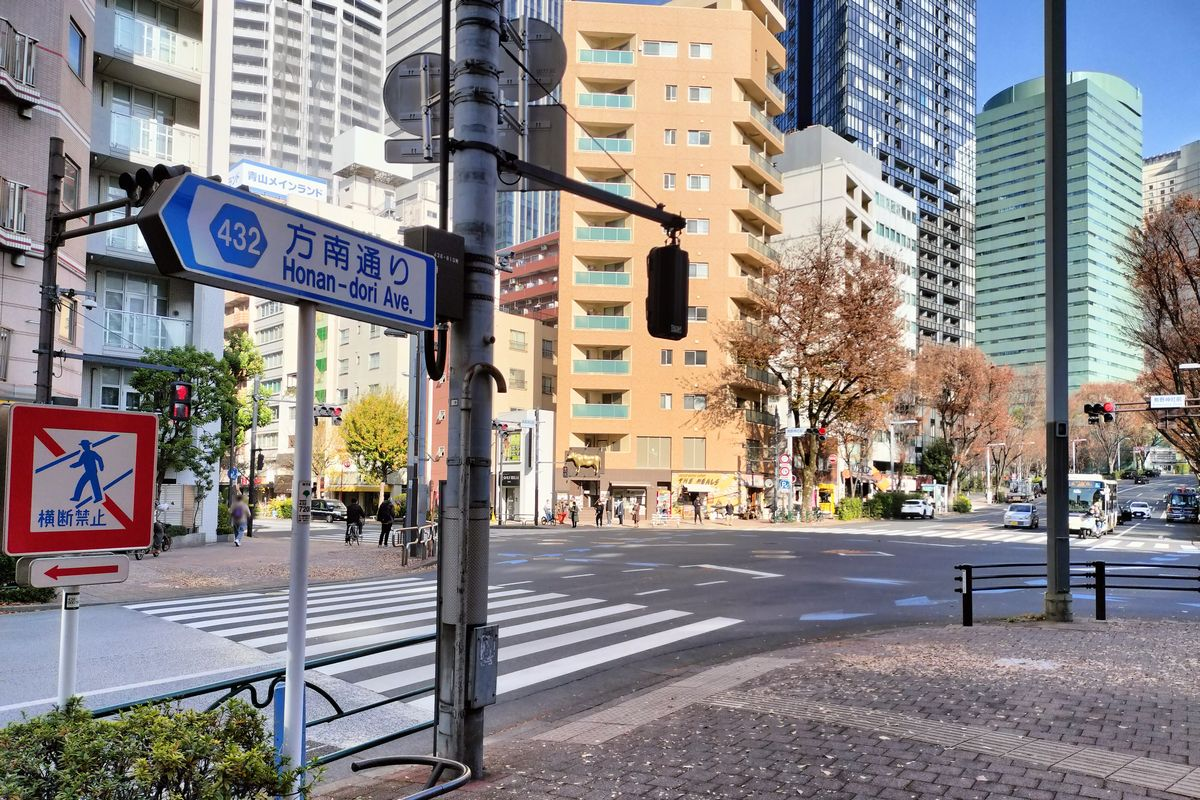
熊野神社前交差点。奥が北通り。

## 沿道の施設
- シティタワー新宿新都心
- 都営大江戸線 西新宿五丁目駅
- かに道楽 西新宿5丁目店
- 東放学園
- APAホテル＆リゾート 西新宿五丁目駅タワー
- 住友不動産西新宿ビル 6号館

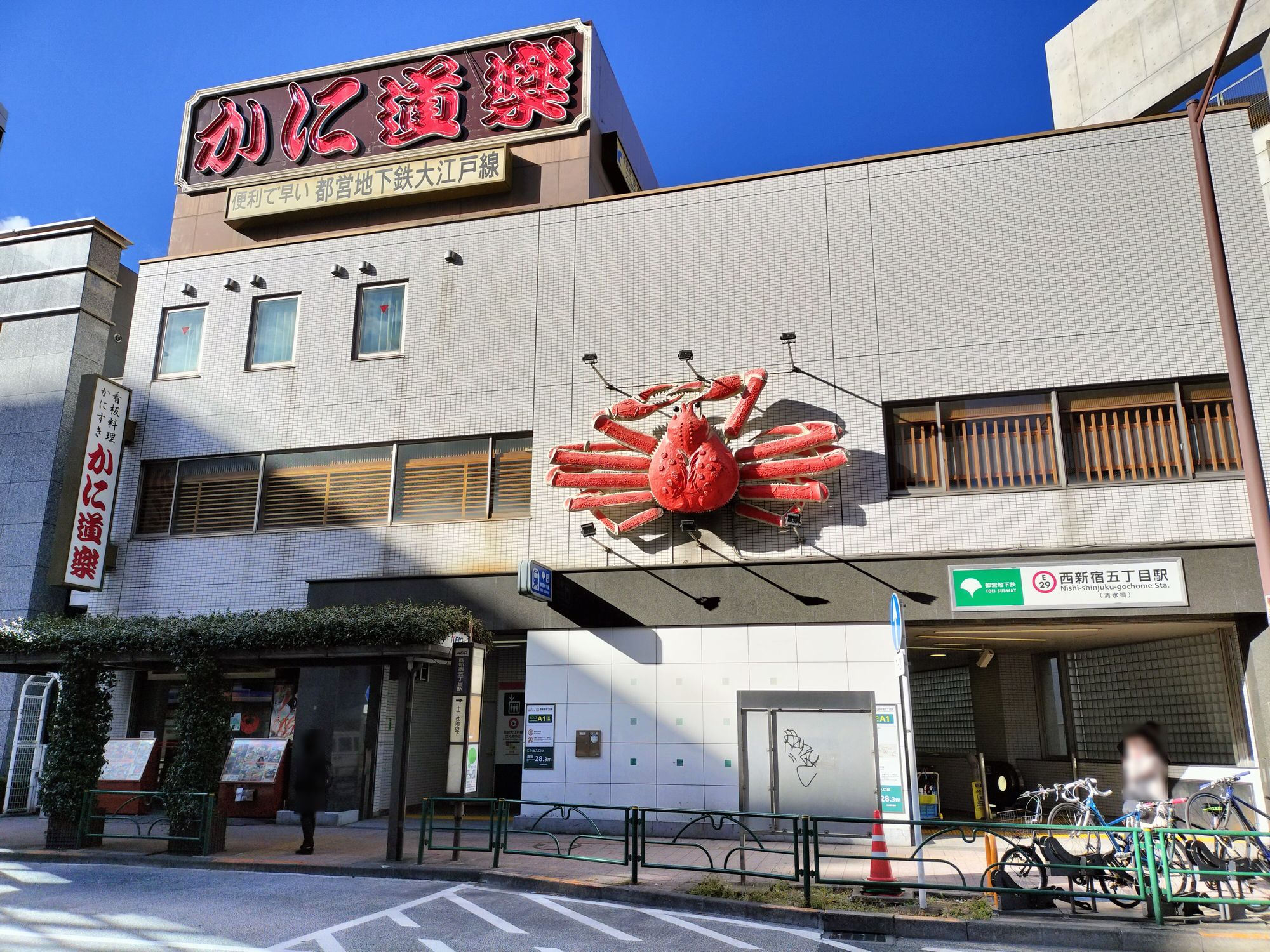
西新宿五丁目駅

## 関連施設
- バス停留所
  - 西新宿五丁目駅停留所